# Ianis Hagi
Ianis Hagi (Istanboel, 22 oktober 1998) is een Roemeens voetballer die doorgaans als offensieve middenvelder speelt. Hij tekende in mei 2020 een contract bij Rangers FC, dat 5 miljoen euro voor hem betaalde aan KRC Genk. Hagi debuteerde in 2018 in het Roemeens voetbalelftal.

## Clubcarrière

### Jeugd en begin profcarrière
Hagi werd geboren in Istanboel, toen zijn vader Gheorghe Hagi daar uitkwam voor Galatasaray. Hij werd in 2009 opgenomen in de Gheorghe Hagi Academie, de jeugdopleiding van zijn vader die verbonden is met Viitorul Constanța. Hiervoor debuteerde hij op 5 december 2014 in het eerste elftal, in een wedstrijd in de Liga 1 tegen FC Botoșani. Zijn vader was op dat moment coach van het team en gunde hem een invalbeurt in de blessuretijd. Hagi maakte op 29 mei 2015 zijn eerste competitietreffer, tegen FC Botoșani. In zijn debuutseizoen speelde hij zeven competitiewedstrijden. Daar kwamen er in 2015/16 nog 31 bij. Op 13 augustus 2015 kon Hagi in de recordboeken worden bijgeschreven als de jongste aanvoerder in de hoogste afdeling van het Roemeense clubvoetbal ooit. Zijn vader gunde zijn zestienjarige zoon de band in een uitwedstrijd tegen Universitatea Craiova (1–2), omdat Florin Cernat ontbrak door een blessure.
De toen zeventienjarige Hagi maakte in de zomer van 2016 de overstap naar Fiorentina. Hij maakte op 23 oktober 2016 zijn officiële debuut voor de Italiaanse club, in een competitiewedstrijd tegen Cagliari. Hagi mocht in de 76ste minuut invallen voor Josip Iličić. In het volledige seizoen 2016/17 kwam hij tot twee invalbeurten in de competitie. In het seizoen daarna veranderde de situatie van Hagi niet. Tot aan de winterstop kwam hij geen minuut van de bank.

### Terugkeer naar Viitorul
Hagi keerde in januari 2018 terug naar Viitorul Constanța, waar zijn vader nog steeds trainer was. Hij speelde zich meteen weer in de basis. Hij kwam zo in zijn eerste halve jaar na zijn terugkeer tot veertien wedstrijden waarin hij zes keer scoorde. Het seizoen daarop won hij met zijn club de beker van Roemenië. Zijn ploeggenoten en hij wonnen in de finale na verlengingen met 1–2 van Astra Giurgiu. Hagi speelde de volle 120 minuten en mocht na afloop van de wedstrijd als aanvoerder de beker in de lucht steken. Hagi begon de voorbereiding van het seizoen 2019/20 ook nog bij Viitorul. Hij zag zijn ploeg de wedstrijd om de supercup tegen landskampioen CFR Cluj met 0–1 winnen. Hagi kwam die dag zelf niet in actie.

### KRC Genk
Hagi tekende in juli 2019 een contract tot medio 2024 bij KRC Genk. Dat betaalde €8.000.000,- voor hem aan Viitorul Constanța. Hagi maakte op 26 juli 2019 zijn debuut voor de Belgische club, in een met 2–1 gewonnen wedstrijd in de Eerste klasse A thuis tegen KV Kortrijk. Hij viel in de 74e minuut in voor Benjamin Nygren en maakte twee minuten later, met zijn eerste balcontact, het winnende doelpunt. Nadat hij onder coach Felice Mazzù het seizoen begon als basisspeler, was hij onder diens in november 2019 aangetreden opvolger Hannes Wolf regelmatig reservespeler. Genk verhuurde Hagi in januari 2020 voor een halfjaar aan Rangers FC.

### Rangers FC
Rangers nam Hagi over na da aankoop optie van 5 miljoen euro te hebben gelicht nadat hij sinds januari bij hen speelde als huurspeler.

#### Deportivo Alavés
In augustus 2023 werd Hagi voor één seizoen verhuurd aan Deportivo Alavés.

## Clubstatistieken
| Seizoen | Club               | Competitie           | Competitie | Competitie | Competitie | Beker | Beker | Beker | Internationaal | Internationaal | Internationaal | Totaal | Totaal | Totaal |
| Seizoen | Club               | Competitie           | Wed.       | Dlp.       | Ass.       | Wed.  | Dlp.  | Ass.  | Wed.           | Dlp.           | Ass.           | Wed.   | Dlp.   | Ass.   |
| ------- | ------------------ | -------------------- | ---------- | ---------- | ---------- | ----- | ----- | ----- | -------------- | -------------- | -------------- | ------ | ------ | ------ |
| 2014/15 | Viitorul Constanța | Liga 1               | 7          | 1          | 0          | 0     | 0     | 0     | —              | —              | —              | 7      | 1      | 0      |
| 2015/16 | Viitorul Constanța | Liga 1               | 31         | 3          | 2          | 1     | 0     | 0     | —              | —              | —              | 32     | 3      | 2      |
| 2016/17 | Fiorentina         | Serie A              | 2          | 0          | 0          | 0     | 0     | 0     | —              | —              | —              | 2      | 0      | 0      |
| 2017/18 | Viitorul Constanța | Liga 1               | 14         | 6          | 4          | 0     | 0     | 0     | —              | —              | —              | 14     | 6      | 4      |
| 2018/19 | Viitorul Constanța | Liga 1               | 31         | 10         | 7          | 4     | 3     | 1     | 4              | 1              | 0              | 39     | 14     | 8      |
| 2019/20 | KRC Genk           | Eerste klasse A      | 14         | 3          | 4          | 0     | 0     | 0     | 5              | 0              | 0              | 19     | 3      | 4      |
| 2019/20 | → Rangers          | Scottish Premiership | 7          | 1          | 1          | 2     | 0     | 0     | 4              | 2              | 1              | 13     | 3      | 2      |
| 2020/21 | Rangers            | Scottish Premiership | 33         | 7          | 12         | 4     | 0     | 0     | 9              | 1              | 3              | 46     | 8      | 15     |
| 2021/22 | Rangers            | Scottish Premiership | 15         | 2          | 1          | 4     | 1     | 2     | 8              | 1              | 1              | 27     | 4      | 4      |
| 2022/23 | Rangers            | Scottish Premiership | 8          | 1          | 0          | 3     | 0     | 0     | 0              | 0              | 0              | 11     | 1      | 0      |
| 2023/24 | Rangers            | Scottish Premiership | 0          | 0          | 0          | 1     | 0     | 0     | 1              | 0              | 0              | 2      | 0      | 0      |
| 2023/24 | → Deportivo Alavés | Primera División     | 22         | 0          | 2          | 4     | 2     | 0     | —              | —              | —              | 26     | 2      | 2      |
| 2024/25 | Rangers            | Scottish Premiership | 22         | 3          | 7          | 4     | 1     | 0     | 3              | 0              | 0              | 29     | 4      | 7      |
| TOTAAL  | TOTAAL             | TOTAAL               | 206        | 37         | 40         | 27    | 7     | 3     | 34             | 5              | 5              | 267    | 49     | 48     |

Bijgewerkt tot en met 10 april 2025.

## Interlandcarrière
Hagi kwam uit voor verschillende Roemeense nationale jeugdelftallen. Hij nam met Roemenië –21 deel aan het EK –21 van 2019. Hagi debuteerde op 17 november 2018 in het Roemeens voetbalelftal, tijdens een met 3–0 gewonnen wedstrijd in de UEFA Nations League 2018/19 thuis tegen Litouwen. Hij werd op 7 juni 2024 door bondscoach Edward Iordănescu opgenomen in de Roemeense selectie voor het EK 2024 in Duitsland. Roemenië werd groepswinnaar van een groep met Oekraïne, België en Slowakije, waarna het in de achtste finales werd uitgeschakeld met een 0–3 nederlaag tegen Nederland. Hagi kwam op het toernooi in alle wedstrijden in actie.

## Erelijst

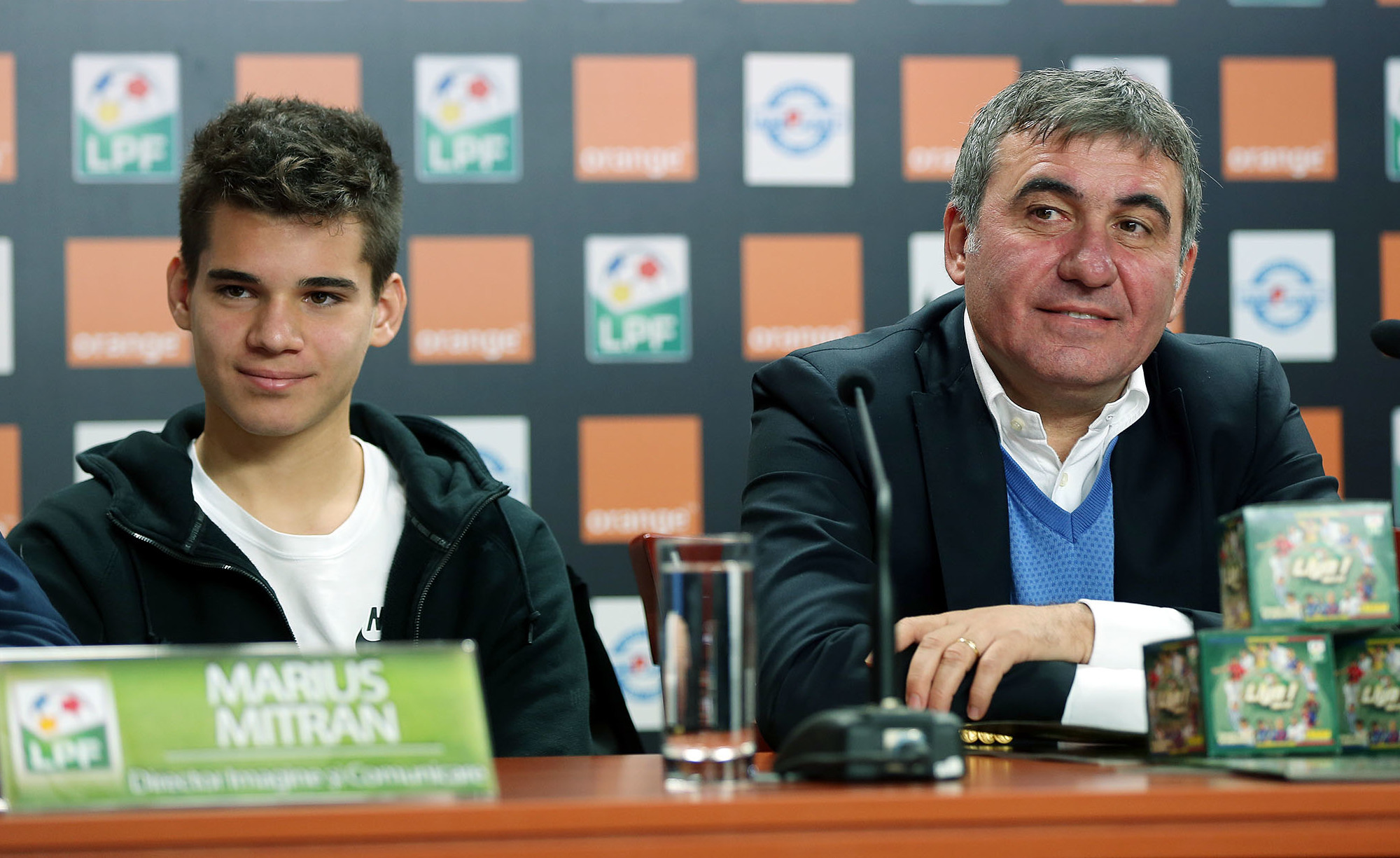
Ianis met zijn vader Gheorghe in december 2015.

| Competitie              |                    |                    |                    |                    |
| Competitie              | Aantal             | Jaren              |                    |                    |
| Viitorul Constanța      | Viitorul Constanța | Viitorul Constanța | Viitorul Constanța | Viitorul Constanța |
| ----------------------- | ------------------ | ------------------ | ------------------ | ------------------ |
| Cupa României           | 1×                 | 2018/19            |                    |                    |
| Supercupa României      | 1×                 | 2019               |                    |                    |
| KRC Genk                |                    |                    |                    |                    |
| Belgische Supercup      | 1×                 | 2019               |                    |                    |
| Rangers                 |                    |                    |                    |                    |
| Scottish Premier League | 1×                 | 2020/21            |                    |                    |

| Individueel                   |    |      |
| Roemeens jongere van het jaar | 1× | 2015 |